# Destructor Quintino Sella
El Quintino Sella va ser el vaixell principal de la seva classe de quatre destructors construïts per a la Regia Marina durant la dècada de 1920. Acabat el 1926, va servir a la Segona Guerra Mundial. El vaixell porta el nom de l'economista i polític Quintino Sella, tres vegades ministre de Finances del Regne d'Itàlia.

## Disseny i descripció
Els destructors de la classe Sella van ser versions ampliades i millorades de les classes precedents Palestro i Curtatone. Tenien una longitud total de 84,9 metres (279 peus), una mànega de 8,6 metres (28 peus 3 polzades) i un calat mitjà de 2,7 metres (8 peus 10 polzades). Desplaçaven 970 tones mètriques (950 tones llargues ) amb càrrega estàndard , i 1.480 tones mètriques (1.460 tones llargues) amb càrrega profunda. El seu complement era de 5 oficials i 120 sots-oficials i mariners.
Els Sella eren propulsats per dues turbines de vapor d'engranatge Parsons, cadascuna impulsava un eix de l'hèlix utilitzant vapor subministrat per tres calderes Thornycroft. Les turbines tenien una potència de 36.000 cavalls de vapor (27.000 kW) per a una velocitat de 33 nusos (61 km/h; 38 mph) en servei, encara que el Quintino Sella va arribar a assolir una velocitat de 37,3 nusos (69,1 km/h; 42,9 mph) de 35.090 shp (26.170 kW) durant les seves proves de mar amb una càrrega lleugera. Els vaixells transportaven prou fuel per donar-los una autonomia de 1.800 milles nàutiques (3.300 km; 2.100 milles) a una velocitat de 14 nusos (26 km/h; 16 mph).
La seva bateria principal consistia en quatre canons de 120 mil·límetres (4,7 polzades) en una torreta de dos canons a la part posterior de la superestructura i una torreta d'un sol canó davant d'aquesta. La defensa antiaèria (AA) per als vaixells de la classe Sella erq proporcionada per un parell de canons AA de 40 mil·límetres (1,6 polzades) en muntatges individuals al mig del vaixell i un parell de metralladores de 13,2 mil·límetres (0,52 polzades). Estaven equipats amb quatre tubs de torpedes de 533 mil·límetres (21 polzades) en dos muntatges bessons al mig del vaixell. Els Sella també podia portar 32 mines.

## Història

### Les dècades de 1920 i 1930
Completat l'any 1926, el Sella va ser la primera unitat d'una classe caracteritzada per innovacions consistents: van ser els primers vaixells de la Regia Marina a tenir dos grups de turbines amb dues turbines de pressió diferent per a cada grup de motors i connectades a les hèlixs amb acobladors i reductors, per adoptar el canó de 120/45 mm com a calibre principal (inicialment tres peces, després augmentat a quatre), tenir els canons principals en posicions elevades -per a les dues peces de popa- i equipar-se amb centrals de tir mecàniques del tipus «Salvagnini». Per tant, eren unitats més aviat experimentals, i això les va portar a tenir molts problemes d'estabilitat, navegabilitat , autonomia i robustesa de les superestructures.
De 1926 a 1928 va estar sota les ordres del capità de corbeta Aimone di Savoia-Aosta. El destructor Sella, sota el comandament del capità de corbeta Odoardo Somigli des del març de 1928, va obtenir la bandera de batalla el 18 de març de la seva padrina Valeria Sella Faà di Fontanile, nora de l'estadista que porta el nom del combatent.
L'any 1928 es va modificar doncs el Sella amb la instal·lació de grans aletes antirotalls, la càrrega de molts llasts i reforços a les superestructures.
Els anys 1929-30 el Sella estava sota el comandament del capità de corbeta Umberto Novaro i el 1935-36 la unitat estava sota el comandament dels capitans de corbeta Sabato Bottiglieri i Eugenio Martini.
El 1936 (CC Anselmo Lazzarini) la unitat va participar en un creuer pel mar Egeu. El mateix any el destructor va rebre calderes de nou tipus, mentre que l'any 1939 es va modificar l'embut de popa, rebaixat un parell de metres i proveït d'un «clav».

### La Segona Guerra Mundial
A l'entrada d'Itàlia a la Segona Guerra Mundial, el Sella va formar el IV Esquadró de Destructors amb el seu bessó Crispi, amb seu a Rodes.
Durant aquest conflicte, essent un dels destructors més antics en servei, el Crispi i el Sella van ser emprats al més tranquil mar Egeu com a escorta de combois i caces antisubmarines.

#### 1941
A principis de 1941 va ser sotmès a treballs d'adaptació, al mateix temps que el Crispi, per ser utilitzat com a unitat de suport dels vehicles d'assalt: es van crear cadires de muntatge al mig del vaixell sobre les quals es podien col·locar 6 «barques explosives», així com petites grues, accionades elèctricament, per aixecar aquests vehicles i posar-los a l'aigua. La tripulació va ser entrenada en aquestes maniobres, i trigava només de 30 a 40 segons a executar-les.
El gener de 1941, juntament amb el Crispi, va marxar a una primera missió com a aproximador de vaixells explosius per a una missió contra Suda, però va haver de tornar perquè va ser informat de la sortida dels vaixells del port de Creta.
Al febrer el vaixell va tornar a sortir de la base, de nou en companyia del Crispi, per a un segon intent d'atac contra Suda, però va tornar a port de nou perquè el nombre i tipus de vaixells amarrats a Suda van fer un atac considerat de poca importància.
El 25 de febrer, arran de l'ocupació britànica de l'illot de Castelrosso, el Sella va embarcar a Rodes, juntament amb el Crispi i els torpediners Lupo i Lince, 240 homes que haurien d'haver desembarcat a Castelrosso. El Lupo va ser enviat primer la nit entre el 25 i el 26, però va haver de tornar perquè la mar era massa agitada i dificultava les operacions de desembarcament; les dues torpedineres van tornar a Castelrosso el 27 de febrer i van poder començar les operacions de desembarcament. Unes hores més tard el Sella i el Crispi (aquest últim també van tenir un breu enfrontament amb el destructor HMS Jaguar) també van arribar a l'illot on van desembarcar les seves tropes: el 28 de febrer Castelrosso va tornar a mans italianes.
Com a part d'una nova missió contra Suda, la unitat es va desplegar a Stampalia juntament amb la seva unitat germana. El comandant del Sella era el capità de corbeta Arturo Redaelli. Entre les 16.30 i les 17.30 del 25 de març de 1941, les dues unitats de la IV Esquadra van sortir de Stampalia en direcció a un punt establert, a 6 milles de la península d'Akrotiri i a unes deu milles de la badia de Suda, on van arribar a les 23.30 d'aquell dia; en pocs minuts van posar al mar sis vaixells explosius i a les 23.41 van començar el viatge de tornada. Les petites embarcacions van atacar les unitats britàniques a Suda, aconseguint un èxit moderat: el creuer pesant HMS York i el petroler Pericles van quedar mig enfonsats, encara que aquest resultat es va pagar amb la captura —que s'esperava— dels 6 pilots.
El destructor va participar en les operacions per a l'ocupació de Creta. El 21 de maig de 1941 va sortir del Pireu amb altres quatre destructors però va ser detectat pels bombarders alemanys Junkers Ju 87 «Stuka», confós amb una unitat anglesa i atacat: impactat, va patir greus danys i pèrdues entre la tripulació.
El 26 de setembre el Sella va sortir del Pireu juntament amb la torpedinera Libra i el creuer auxiliar Brioni per escortar els transports Città di Bastia, Città di Marsala, Trapani i Sant'Agata fins a Candia, però l'endemà el comboi va ser atacat pel submarí britànic Tetrarca que, després d'un primer atac infructuós, a les 6.36 va colpejar la Città di Bastia amb un parell de torpedes, que es va enfonsar a la posició 36°21' N i 24°23' E (a unes deu milles al sud de Melos). La resta del comboi va ser atacat de nou l'endemà, al canal de Kea, pel Tetrarca, però aquesta vegada no hi va haver danys.
A les 8.30 del 7 d'octubre, el Sella va sortir de Suda en una missió d'escorta cap al Pireu, juntament amb la torpedinera Castelfidardo, els vapors Trapani i Salzburg. A les 12.02 del mateix dia, a la posició 35°43' N i 24°00' E (a unes quinze milles al nord de Suda), el submarí britànic Talisman va atacar sense èxit el Salzburg i el Trapani amb el llançament d'un i dos torpedes respectivament: el Sella va reaccionar bombardejant la unitat enemiga, a partir de les 12.09 i durant aproximadament mitja hora, amb càrregues de profunditat, després de les quals el comboi va reprendre la navegació arribant al Pireu sense més problemes.
A les 9.53 del matí del 15 d'octubre, el submarí HMS Thunderbolt va atacar el comboi —els vapors alemanys Burgas i Arthemis, i els petrolers Petrakis Nomikos (alemany) i Torcello (italià)— amb tres torpedes, en la posició 37°40' N i 23°51' E que el Sella escortava juntament amb les torpedineres Alcione i Sirio: cap dels torpedes va colpejar la marca, de la mateixa manera que el llançament de l'escorta d'una dotzena de càrregues de profunditat va resultar infructuós.
El 25 d'octubre de 1941, a les 13.18 h, el submarí britànic Triumph va colpejar amb dos torpedes (de tres llançats) el vapor Monrosa, que el Sella i la torpedinera Sirio escortaven juntament amb el vapor Sant'Agata, del Pireu a Candia, fent que s'enfonsés en dotze minuts a la posició 37°41' N i 23°53' E (entre els illots de Gaidaro i Phleva) La reacció dels vaixells italians (a les quals s'havia sumat la torpedinera Libra) va danyar el submarí atacant.

#### 1942
Durant el 1942 les dues metralladores 40/39 de la unitat van ser substituïdes per quatre Breda 20/65 Mod 1935.
A les 14.24 del 20 d'octubre, el destructor va partir de Samos per escortar el minador auxiliar Lero fins a Rodes, juntament amb el seu vaixell germà Crispi, però a les 15.35 del mateix dia (hora anglesa; 12.30 h hora italiana) el submarí britànic Thrasher va llançar quatre torpedes contra el Lero: colpejat per dos, el vaixell es va enfonsar en 17 minuts a la posició 36°26' N i 27°54' E (a uns 6 quilòmetres al sud-oest de Simi), però els destructors de l'escorta van poder recuperar tota la tripulació.
A les 23.28 hores del 25 d'octubre de 1942 el Sella estava escortant el petrolier Arca a les aigües de Quíos, quan va ser atacat pel submarí britànic Taku amb el llançament de quatre torpedes. El destructor va respondre llançant onze càrregues de profunditat. Irremeiablement danyat, l'Arca es va enfonsar l'endemà al matí, en la posició 38°48' N i 25°46' E.
El mateix any el destructor va tornar a les aigües italianes, sent utilitzat amb finalitats d'entrenament a l'Adriàtic.

#### 1943: l'enfonsament
La proclamació de l'armistici va sorprendre el Sella a Venècia: el vaixell estava amarrat al moll de Giardini i feia reparacions als motors que, vells i gastats, funcionaven malament, però el comandant —el capità de corbeta Corrado Cini— va dur a terme la l'ordre de marxar per rendir-se als Aliats, en direcció a Tàrent. El vaixell va abandonar l'amarratge a les 15.30 h de l'11 de setembre de 1943, però abans de salpar també va embarcar uns 300 refugiats civils , que fugien de l'ocupació alemanya. A les quatre de la tarda el Sella va agafar la via de seguretat i va augmentar la velocitat.
A les 16.30 hores el destructor va patir una avaria a la caldera núm. 2 que obligava a apagar la caldera i, per tant, reduir la velocitat a només 14 nusos; un quart d'hora més tard el vaixell va albirar primer un vaixell a motor carregat de soldats i civils i després l'antic vaixell de vapor italià Pontinia, aparentment inofensiu. En realitat, el Pontinia havia estat capturat pels dos torpedineres alemanys S 54 i S 55, que van sortir de Bríndisi, que també es van veure afectats per problemes de motor. Per tal d'atacar el destructor sense risc, les dues unitats es van amagar darrere del costat del Pontinia, mentre que el Sella, sense saber-ho tot, passava a poca velocitat a només 400 metres del vaixell mercant. A les 17.45, l'S 54 va sortir per darrere del costat del Pontinia i va llançar dos torpedes contra el Sella: a bord del destructor hi havia prou temps per obrir foc en va amb totes les metralladores del costat esquerre i intentar un contramaniobra (infructuosa perquè el timó no funcionava, encallat per fallada de la caldera), després, mig minut després del llançament, els dos torpedes van colpejar el vaixell respectivament a l'alçada del pont i de la sala de calderes (la caldera n.1 del qual va explotar). El Sella es va trencar en dos: la proa es va enfonsar gairebé immediatament, la popa, empesa pel cap, va continuar durant uns dos-cents metres, després del qual va bolcar pel seu costat esquerre i es va enfonsar, a una trentena de milles al sud de Venècia.
El comandant Cini, greument ferit (posteriorment li va haver d'amputar una cama), i part dels supervivents van ser recuperats pel Pontinia, pel vaixell a motor Leopardi (també capturat pels alemanys) i per les torpedineres a motor; altres van ser rescatats més tard per vaixells de pesca italians. Un total de 27 membres de la tripulació del vaixell i entre 170 i més de 200 civils van morir.
El Sella havia dut a terme un total de 116 missions d'escorta, més d'altres a la recerca de l'enemic.

## El derelicte
El 1956 es va fer un intent infructuós de recuperar el Sella per primera vegada. En aquesta ocasió es va enderrocar el pont per recuperar el metall.
El derelicte del Sella va ser identificat novament l'any 1972, en bon estat, i va ser parcialment desmuntat per recuperar els metalls preciosos. El dipòsit de munició de popa va ser volat dues vegades.
Els dos trams del Sella es troben a 25 metres de profunditat, a una trentena de milles al sud de Venècia i a unes deu de la desembocadura del Lido. La proa, estirada a l'esquerra, es troba relativament intacta i reconeixible, mentre que el tram central-popa, situat a uns cent metres cap a mar oberta, està greument danyat, tot i que molts components del vaixell (calderes, canons, metralladores, tubs de torpede ) encara són reconeixibles.